# Luis Tosi Boeri
Luis Domingo Tosi Boeri (nacido el 27 de octubre de 1951) es un exmagistrado uruguayo, quien se desempeñó como miembro de la Suprema Corte de Justicia de su país entre 2018 y 2021.

## Primeros años
Nació el 27 de octubre de 1951.
En su juventud se desempeñó como funcionario administrativo de la Facultad de Derecho de la Universidad de la República, en la que paralelamente cursó estudios hasta obtener el título de abogado en 1978, así como el de Doctor en Diplomacia en 1980.

## Secretario
En noviembre de 1978 fue designado Secretario del Juzgado Letrado de Menores de Segundo Turno.

## Juez de Paz en el interior
En junio de 1980 fue nombrado Juez de Paz de la 5° sección judicial de Canelones, con sede en La Paz.

## Juez de Paz en la capital
En diciembre de 1980 fue trasladado a cumplir funciones en la capital como Juez de Paz de la 2° sección judicial de Montevideo.

## Juez Letrado en el interior
En mayo de 1983 fue ascendido a Juez Letrado de Tacuarembó.
En marzo de 1984 fue trasladado al Juzgado Letrado de Cerro Largo de Segundo Turno,y en agosto del mismo año nuevamente al Juzgado Letrado de Young.
Finalmente, en marzo de 1988 pasó a desempeñarse como Juez Letrado de San José.

## Juez Letrado en la capital
En mayo de 1989 ascendió a cumplir funciones como Juez Letrado en Montevideo, siendo nombrado Juez Letrado de Menores de 2° Turno.
En abril de 1992 fue trasladado al Juzgado Letrado del Trabajo de 6° Turno.

## Tribunal de Apelaciones
En octubre de 1999 recibió un nuevo ascenso al ser nombrado ministro del Tribunal de Apelaciones del Trabajo de Segundo Turno,el que integró por espacio de diecinueve años.

## Suprema Corte de Justicia
Al producirse el cese como ministro de la Suprema Corte de Justicia de Felipe Hounie en agosto de 2018, Tosi tenía la calidad de ministro más antiguo de los Tribunales de Apelaciones, que compartía con su colega Tabaré Sosa Aguirre, pero teniendo mayor antigüedad que éste como magistrado; por lo que conforme con el mecanismo supletorio establecido por el artículo 236 de la Constitución uruguaya, transcurridos noventa días desde la vacancia y no habiendo la Asamblea General efectuado la designación de un nuevo ministro, quedó designado automáticamente como tal. Asumió su cargo el 19 de noviembre de 2018,pero prestó juramento ante la Asamblea General recién el 5 de diciembre siguiente.
Permaneció en su cargo en la Corte durante casi tres años, no ocupando su Presidencia.
Cesó en el mismo el 27 de octubre de 2021, al alcanzar los 70 años, edad establecida como límite para el desempeño de cargos judiciales por el artículo 250 de la Constitución.
La vacante generada por su retiro fue cubierta en febrero de 2022 con el ingreso a la Corte de Doris Morales.

## Ámbito docente
Se desempeñó como docente en la Facultad de Derecho de la Universidad de la República, en las materias Técnica Forense y Preparación a la Judicatura.